# 阿列克谢·古巴列夫
阿列克谢·亚历山德罗维奇·古巴列夫（羅馬化：Aleksei Aleksandrovich Gubarev；1931年3月29日—2015年2月21日）是苏联宇航员，两次执行航天任务。

## 生平
1931年3月29日出生于古比雪夫州。1950年高中毕业参军，1952年毕业于尼古拉耶夫鱼雷学校，在蘇聯空軍太平洋舰队服役。1957年进入空军红旗学院，1961年毕业，后在黑海艦隊鱼雷航空兵团服役。1963年1月10日入选苏联宇航员队。
他是1973年9月联盟12号的备用人员。1975年1月11日至2月9日，他作为指令长，与格列奇科乘坐联盟17号前往太空，与礼炮4号空间站进行了对接。在太空停留时间为29天13小时20分钟。1978年3月2日至10日，他再次作为指令长，与国际宇航员计划选出的捷克斯洛伐克宇航员弗拉迪米尔·雷梅克一同乘坐联盟28号执行任务。这是国际宇航员计划首次载人飞行。飞船与礼炮6号进行了对接。
1981年退役，后为加加林宇航员培训中心行政人员。
2015年2月21日去世，享年83岁。

## 榮譽
- 苏联宇航员荣誉称号
- 蘇聯英雄荣誉称号、金星奖章及列宁勋章（两次：1975年2月12日，1978年3月16日）
- 太空探索優異獎章（2011年4月12日）
- 由天文學家兹丹卡·瓦弗洛娃于1980年發現的小行星2544以古巴列夫命名[4]
- 拜科努尔荣誉市民（1977年）[5]

其他国家
- 捷克斯洛伐克社会主义共和国英雄（1978年3月16日）[6]
- 克莱门特·哥特瓦尔德勋章（1978年3月16日）[7]
- 中苏友谊万岁奖章（1955年）